# Sadness
Sadness és el títol d'un videojoc de terror que va ser cancel·lat al 2010. Havia de ser publicat exclusivament per a la consola Wii en una data desconeguda entre 2007 i 2008. Va ser obra de la companyia Nibris, amb seu a Polònia. Sadness havia de tenir una personalitat pròpia dins del seu gènere. Les principals innovacions d'aquest joc en vers altres jocs de terror eren:
- L'absència de color en tot l'apartat visual.
- L'absència de menús.
- L'intuïtiu control de les accions del personatge gràcies al comandament amb sensor de moviment de Wii i el fet que aquest permetrà improvisar com a arma qualsevol objecte que es trobi al nostre abast.
- La invisibilitat dels punts de guardat, fet que impedirà repetir dos cops la mateixa escena, donant així una gran transcendència a cada acció que faci el jugador, incrementant així la tensió.

## Media
- Soundtrack del joc Arxivat 2007-10-17 a Wayback Machine.